# ريتشارد ماير (ملحن أمريكي)
ريتشارد ماير (بالإنجليزية: Richard Meyer)‏ هو ملحن وصحفي ومغن مؤلف أمريكي، ولد في 1952، وتوفي في 14 مايو 2012.